# Ситуаціонізм
Ситуаціонізм — напрямок у західному марксизмі, який виник в 1957 році в результаті розділу від маоїзму. Активно проявив себе під час Травневих подій 1968 р. у Франції. Критика капіталізму і партійної бюрократії призвела до зближення ситуаціоністів з анархістами. Суттєвою передумовою соціальної революції оголошувалася революція свідомості. Оскільки індивідуальна свідомість детермінувалась суспільною і культурною ситуацією, ситуаціоністи розвинули маоїстську ідею культурної революції до продукування контркультури і контркультурних ситуацій (звідси назва). Суб'єктом революції ставала творча молодь. Сучасний капіталізм сприймався насамперед як суспільство споживання, яке протистоїть виробництву — сутнісної якості людини. Тому відчужений від виробництва споживач розглядався практично як «недолюдна» — мішень критики.
Термін ситуаціонізм іноді плутають з різними термінами психології та біхевіоризму, в тому числі — з ситуаційної етикою.